# Bassopiano della Oka e del Don
Il bassopiano della Oka e del Don (in russo Окско-Донска́я равни́на? Oksko-Donskaja ravnina) è una vasta pianura della Russia europea sudoccidentale.
Si estende sui territori delle oblast' di Voronež, Tambov, Lipeck, Rjazan' e Penza, delimitata a nord dal corso del fiume Oka e a sud dalle alture di Kalač; i confini geografici occidentali e orientali sono segnati rispettivamente dal Rialto centrale russo (che corre parallelo al corso del Don) e dalle alture del Volga. La sua sezione settentrionale e centrale prende il nome di 'bassopiano di Tambov', da Tambov, il nome della principale città.
Il bassopiano è solcato da molti fiumi, anche di dimensioni rilevanti, appartenenti ai bacini idrografici della Oka e del Don; i maggiori sono il Chopër e la Cna.
Il bassopiano ha un'altitudine media di 150-180 metri s.l.m. e la morfologia è prevalentemente di origine fluviale; il clima della regione è tendenzialmente continentale, con precipitazioni scarse (450-500 millimetri annui). La forma vegetazionale più diffusa è di conseguenza la steppa, che frequentemente trapassa nella steppa alberata; molto estese sono le zone interessate dal černozëm, la fertilissima terra nera.